# Fort de Mons
Pour la station de métro, voir Fort de Mons (métro de Lille).
Ne doit pas être confondu avec Fort de Mons-en-Laonnois.
Le fort de Mons-en-Barœul, appelé aussi fort de Mons et brièvement fort Macdonald, est un ouvrage fortifié situé sur la commune de Mons-en-Barœul, dans le département du Nord.

## Description
Le camp retranché de Lille était composée principalement d'une ceinture de sept forts, onze ouvrages et deux batteries ; Mons est un fort détaché à l'est de cette ceinture.
C'est un fort Séré de Rivières de la première génération, construit en maçonnerie de briques recouverte d'une épaisse couche de terre, entouré de fossés défendus par deux caponnières (une double au nord-est et une simple au sud-est), le fossé de gorge par deux batteries de flanquement. L'artillerie était placée sur des plateformes à l'air libre, séparées par des traverses-abris.

## Histoire
Le fort a été construit entre 1878 et 1880, à la suite du décret de 1878 signé par le président Patrice de Mac Mahon.
Par le décret du 21 janvier 1887, le ministre de la Guerre Georges Boulanger renomme tous les forts, batteries et casernes avec les noms d'anciens chefs militaires. Pour le fort de Mons, son « nom Boulanger » est en référence au maréchal Étienne Macdonald : le nouveau nom devait être gravé au fronton de l'entrée. Dès le 13 octobre 1887, le successeur de Boulanger au ministère, Théophile Ferron, abroge le décret. Le fort reprend officiellement son nom précédent.
Les fortifications de la place forte de Lille n'ont pas été modernisées à la fin du XIXe siècle (pas de béton ni de cuirassement) ; en conséquence, la place est déclassée en 1910. L'agglomération est proclamée « ville ouverte » par décret du 1er août 1914, le poste de gouverneur de Lille (c'est alors le général Lebas) est supprimé et le matériel militaire commence à être évacué (vers Maubeuge, Hirson, Vincennes et Versailles). Mais le 21 août, le commandant en chef Joffre nomme le général Herment, qui commandait à Douai, commandant de la défense de Lille ; dès le 24 c'est le contre-ordre, il faut évacuer en catastrophe l'arsenal d'artillerie et les dépôts d'infanterie (ceux-ci au Havre). L'agglomération reste ensuite en dehors de la zone des opérations jusqu'au retour de quelques unités françaises le 16 septembre ; les combats d'octobre ne concernent que le centre-ville et les faubourg est et sud.
Pendant la période d'occupation allemande de 1914 à 1918, le fort sert de camp de prisonniers pour des soldats du Commonwealth ; pendant l'entre-deux-guerres, le fort héberge une unité militaire colombophile.
Vendu à la ville de Mons-en-Barœul par l'armée en 1972, il a été rénové par l'architecte Gérard David. Inauguré les 2 et 3 juin 1984, il abrite de nombreux lieux d'activités culturelles : la bibliothèque municipale, la ludothèque, un espace culturel multimédia, une salle d'exposition, une école de musique, un restaurant, un bar ainsi qu'un théâtre à ciel ouvert. Le fort de Mons a été l'une des douze Maisons Folies mises en place lors des événements de Lille 2004 (capitale européenne de la culture). La salle qui lui est accolée est également le théâtre une fois par an de Ludinord, le plus grand festival français de jeu de société au Nord de Paris.